# Micropimpla obscura
Micropimpla obscura  (лат.) — ископаемый вид перепончатокрылых наездников рода Micropimpla из семейства Ichneumonidae. Обнаружен в меловых отложениях Дальнего Востока (Магаданская область, Обещающий, Ola Formation, возраст 70,6—84,9 млн лет).

## Описание
Мелкого размера перепончатокрылые наездники. Длина головы и груди 1,6 мм, длина брюшка 2,1 мм, длина переднего крыла 2,9 мм.
Вид Micropimpla obscura был впервые описан по отпечаткам в 2010 году российским энтомологом Д. С. Копыловым (Москва, Россия). Включён в состав отдельного рода Micropimpla из вымершего подсемейства Labenopimplinae (Ichneumonidae).